# Regius Professor of Electronics and Computer Engineering (Belfast)
Der Regius Professor of Electronics and Computer Engineering ist eine 2016 durch Königin Elisabeth II. anlässlich ihres 90. Geburtstags gestiftete Regius Professur für Elektronik und Computerwissenschaften an der Queen’s University Belfast.

## Geschichte der Professur
2015 teilte Schatzkanzler George Osborne während des Vortrags zum Staatshaushalt Pläne mit, weitere Regius-Professuren anlässlich des 90. Geburtstags der Queen (26. April 2016) einzurichten. Anders als in früheren Zeiten geht mit den Ernennungen der jüngeren Vergangenheit aber keine Finanzierung mehr einher. Am 6. Juni 2016 wurde dieser Plan umgesetzt. Zusammen mit dieser Professur wurden elf weitere Professuren gestiftet. Eine Professur wurde an die Queen’s University in Belfast vergeben, wo John McCanny neben eigener Forschungs- und Entwicklungstätigkeit auch ein Kompetenzcluster von Elektronikunternehmen mitgegründet hatte und maßgeblich an der Gründung des britischen Zentrums für Cybersicherheit beteiligt war.

## Inhaber
| Name                 | Namenszusatz                                                                                                  | von  | bis | Anmerkung |
| -------------------- | --- | ---- | --- | --- |
| John Vincent McCanny | B.Sc.; Ph.D.; D.Sc.; C.B.E.; F.R.S.; F.R.Eng.; IEEE Fellow; F.I.A.E.; M.R.I.A.; F.I.E.T.; F.Inst.P.; F.I.E.I. | 2016 |     | McCanny hat bahnbrechende Beiträge zur Entwicklung von Chips zur Signalverarbeitung geleistet. Er realisierte seine Vision eines Verbunds von Forschung und Industrie, dem Northern Ireland Science Park, der als Catalyst Inc. realisiert wurde. Hier wurden 160 Unternehmen gegründet, darunter das Forschungsflagschiff Institute of Electronics, Communications and Information Technology. Daneben leitete er auch die Gründung des Centre for Secure Information Technology, dem britischen Zentrum für Cybersicherheit. |